# Pseudococcus queenslandicus
Pseudococcus queenslandicus är en insektsart som beskrevs av Williams 1985. Pseudococcus queenslandicus ingår i släktet Pseudococcus och familjen ullsköldlöss. Inga underarter finns listade i Catalogue of Life.